# Гексасамарийтрикозамарганец
Гексасамарийтрикозамарганец — бинарное неорганическое соединение
марганца и самария
с формулой Mn23Sm6,
кристаллы.

## Получение
- Сплавление стехиометрических количеств чистых веществ:

{\displaystyle {\mathsf {23Mn+6Sm\ {\xrightarrow {1025^{o}C}}\ Mn_{23}Sm_{6}}}}

## Физические свойства
Гексасамарийтрикозамарганец образует кристаллы
кубической сингонии, пространственная группа F m3m, параметры ячейки a = 1,2579 нм, Z = 4, 
структура типа гексаторийтрикозамарганца Mn23Th6
.
Соединение образуется по перитектической реакции при температуре 1025°С
.
Является ферромагнетиком с температурой Кюри 170°С